# Шубара
Шубара је врста традиционалне мушке зимске капе која представља дио српске народне ношње. Купастог или цилиндричног је облика, претежно црне боје, јер се прави од црног јагњећег или овчијег крзна (вуне). То је традиционалне капа сељачког становништва која се носи током оштрих и хладних временских прилика.
Шубаре су носили српски војници током Првог свјетског рата и четници у Другом свјетском рату, као и током југословенских ратова. Обично се носи са кокардом српског орла или другим српским симболима.